# کتابخانه موسیقی کرال با مالکیت عمومی
کتابخانه موسیقی کرال با مالکیت عمومی (انگلیسی: Choral Public Domain Library) یا «CPDL» یک بایگانی نت‌های موسیقی با تأکید بر موسیقی کُرال و موسیقی آوازی است که در مالکیت عمومی بوده و برای دانلود یا اجرا آزاد هستند.
برخی از دانشکده‌ها و دانشگاه‌های موسیقی، CPDL را به عنوان یک منبع، توصیه می‌کنند که برخی از آنها عبارتند از: «دانشگاه ایالتی کنت»، «دانشگاه ایلینوی شمالی»، «دانشگاه اورگن»، «دانشگاه وسترن انتاریو»، کتابخانهٔ اینترنتی عمومیِ «دانشگاه میشیگان»، «دانشگاه ایالتی نیویورک در آلبانی»، کتابخانهٔ موسیقیِ «دانشگاه کالیفرنیا، لس‌آنجلس»، بیشتر کتابخانه‌های دانشگاه بوستون و «دانشگاه استنفورد»

## بیشتر بخوانید
- Janvey, Alexandra (July–August 2013). "Learning about music on the Web: Online resources". College & Research Libraries News. 74 (7): 370–373. doi:10.5860/crln.74.7.8981.